# ホタルミミズ
ホタルミミズ（蛍蚯蚓、学名: Microscolex phosphoreus）は、小型のミミズの1種である。生物発光することで知られている。日本でも各地に産する。

## 特徴
体長40 mm程度、体幅1-1.5 mm程度の小型種である。体節数は74ないし76個で、ほぼ全体が淡黄白色を呈し、環帯以外の部分は半透明である。環帯は13節目から27節目までを占め、環状に全面を覆う。剛毛は各体節に4対あり、ほとんどの関節ではたがいに離れた位置にある。背孔はない。受精嚢は第8節と第9節の間で体表に開口し、雄性孔は1対のみで第17節にあり、また産卵孔は1対で第14節に存在する。

## 生態
日本においては、寒い時期の降雨中（あるいは降雨の直後）における目撃例が多い。夏期に見出されることはきわめて少なく、温暖な時期は卵の状態で越すか、あるいは異なった場所に移動して過ごす可能性が考えられている。地表に排出した糞塊（earthworm cast）は粉質で粒径が小さく、同様の場所に生息する他のミミズのそれと異なるために、比較的容易に生息場所が特定できるが、この糞塊も、晩秋から冬（特に11月末から12月末ぐらいまでの期間）にかけて多く見られ、夏場はほとんど見出されないという。
主に有機物に富んだ黒ボク土や、花崗岩が風化してできた真砂土のようなシルト質の土壌を好み，畑や山林などさまざまな場所で確認されている。乾燥しすぎた場所や、逆に土壌含水率が過剰な場所には生息していない。当初は珍しい種であると考えられていたが、現在では公園や校庭などで見られる普通種であるとされる。
名古屋大学キャンパス内での調査によれば、発見された場所は建物の北側などで地面が湿っており、地表にコケが生え、草本は少なくて表土が露出していて、あまり人が歩き回らない場所であった。緑地環境が保護された場所では全く発見されなかったという。
生活史などの詳細は不明であるが、単為生殖で繁殖するのではないかと推定されている。

## 分布
北半球の温帯地域（ヨーロッパ・南北アメリカおよび日本）に広く分布する。
日本では、神奈川県（大磯市）および鹿児島県において1934年に初めて発見され、さらに下って1972年の段階では福島・埼玉・神奈川・静岡・香川・福岡・鹿児島の各県から知られていた。2005年には鳥取県下で発見され、2003年および2010年には茨城県でも採集された。また、2004年から2009年にかけての奈良県下での調査で見出されたほか、2012年には富山県下からも採集され、現在では東北から九州まで分布が知られている。
なお、本種について、日本の在来種ではなく帰化したものではないかとする推測がある。

## 発光
発光能力があることで知られるが、特別に分化した発光器は持たず、外界からの刺激（ピンセットや針などによる機械的な刺激やクロロホルムなどの化学的刺激、電気的刺激）を受けて、口や肛門または皮膚表面から体外に滲出した体腔液が光を発する。体腔液が発する光を分光器測定した結果では、その波長は538 nm（黄色みがかった緑色）であったという。
本種が生息する地域を夜間に歩くと、地表面に点々とホタルのそれを思わせる光が観察される。ピンセットによって機械的刺激を与えた例では、体の末端から体液が出て、約1分間にわたりぼんやりとした光を発したという。富山県魚津市内での発見例でも、発光部位は体の後端であると報告されている。
発光の意義については確実な説明がなされていないが、ケラなどの外敵が、発光しているホタルミミズに対して忌避を示して摂餌しない例が観察されていることから、外敵に対する威嚇ではないかとする説がある

## 類似種
日本産の陸生環形動物のうち、発光能力を有する種としては、他にイソミミズ（Pontodrilus litoralis：かつてはP. matsushimensis の学名があてられていたが、この名は現在では異名とされている）が知られる。本種より大型（体長 32-120 mm、体幅 2-4 mm程度）で、海岸付近の砂浜に生息する。軽微な機械的刺激では発光は観察されず、イソミミズの虫体を激しく傷つけたりすりつぶしたりすることで得られる体液から発光が認められるという